# Roberto Moreira
Roberto Ramón Moreira Aldana (Lambaré, Paraguay, 6 de mayo de 1987) es un futbolista paraguayo juega de delantero. Actualmente juega en el Génesis De Comayagua de la Liga Nacional de Honduras.

## Trayectoria
Hijo de Marco Moreira y Candelaria Aldana, tiene 6 hermanos más (Marcos, Francisco, Griselda, Roberto, Gustavo, Rodrigo). Vivían en Lambaré, en el 2000 sus vidas cambiaría ya que su padre Marco de 49 años fallecería repentinamente debido a un infarto; Tomando su madre Candelaria las riendas de la familia. Su hermano Rodrigo Moreira Aldana también fue futbolista jugó en Sport Colombia, General Caballero y en 2004 jugaría en San Martín de San Juan. Es nutricionista. Marcos Moreira Aldana es el goleador histórico de Independiente de Lambaré en la liga local. Roberto llegó al conjunto cordobés cuando tenía 16 años gracias a Jorge Ciarlone quien lo tentó a venir al fútbol argentino. En Córdoba conoció a su esposa Marisa con quien tuvo un hijo, Jeremías.
Debutó en el año 2006 con la camiseta del Talleres de Córdoba a los 18 años contra Defensa y Justicia. Fue con Roberto Saporiti de DT y compartió equipo con Julio Buffarini
En 2009 tras el descenso del club cordobés, es fichado por Rangers para jugar en la segunda división del fútbol chileno.
En 2011 retorna al fútbol argentino para jugar un año en el Deportivo Armenio y en el Comunicaciones de la Primera B Metropolitana.
A mediados de 2012 es fichado por el Estudiantes de San Luis para jugar el Torneo Argentino B 2012-13, jugó 35 partidos y convirtió 9 goles, fue el segundo goleador del club en ese torneo donde consiguieron el ascenso a la tercera división del fútbol argentino (Torneo Argentino A). En la segunda temporada de la categoría (Federal A 2014) se consagraría campeón ascendiendo a la B Nacional. En la primera temporada de la "B", fue el goleador del equipo con 14 goles consiguiendo ser el máximo goleador del club en torneos de AFA que se mantiene hasta entonces.
El 28 de junio de 2018 ficha por el Motagua del fútbol hondureño.
El 22 de noviembre de 2020 se convirtió en el máximo goleador extranjero del Motagua.

## Clubes
- Actualizado el 25 de mayo de 2023.

| Club                    | País      | Año             | Partidos | Goles |
| ----------------------- | --------- | --------------- | -------- | ----- |
| Talleres de Córdoba     | Argentina | 2006 - 2009     | 38       | 7     |
| Rangers                 | Chile     | 2009 - 2010     | 15       | 3     |
| Deportivo Armenio       | Argentina | 2011            | 19       | 0     |
| Comunicaciones          | Argentina | 2012            | 13       | 2     |
| Estudiantes de San Luis | Argentina | 2012 - 2017     | 180      | 51    |
| Ferro Carril Oeste      | Argentina | 2017 - 2018     | 13       | 0     |
| Motagua                 | Honduras  | 2018 - 2023     | 221      | 77    |
| Club Deportivo Génesis  | Honduras  | 2023 - Presente | 34       | 9     |
| Total                   | Total     | Total           | 499      | 140   |

## Palmarés

### Campeonatos nacionales
| Título             | Club                 | País      | Año  |
| ------------------ | -------------------- | --------- | ---- |
| Torneo Argentino B | Sportivo Estudiantes | Argentina | 2013 |
| Torneo Federal A   | Sportivo Estudiantes | Argentina | 2014 |
| Torneo Apertura    | Motagua              | Honduras  | 2018 |
| Torneo Clausura    | Motagua              | Honduras  | 2019 |
| Torneo Clausura    | Motagua              | Honduras  | 2022 |